# 印務局

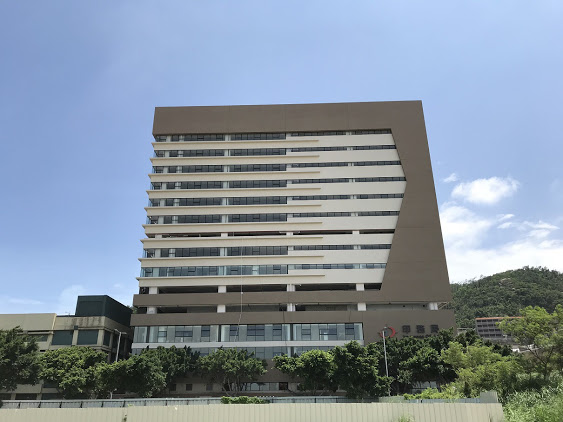
澳門氹仔北安 O1 地段多功能政府大樓

印務局（葡萄牙語：Imprensa Oficial；葡文簡稱：IO）是澳門特別行政區的局級政府部門，執行澳門特別行政區政府之出版政策。負責製作、印刷以及出版行政當局、公共機關及其他公法人之刊物或其具專屬出版權之刊物。葡萄牙控制時期名為官印局、澳門政府印刷署，成為中華人民共和國特別行政區時改名為印務局。
印務局的歷史已超過110年，其前身是官印局、澳門政府印刷署。成立於1900年11月16日，1901年1月1日開始運作，主要負責印製政府公報（或稱「憲報」）及向各個公共部門提供表格。官印局成立以前，憲報由私營印刷行印製。
依據第6/97/M號法令 （页面存档备份，存于）規定，澳門政府印務局專責印製政府公報，負責監管政府公報的定期出版，按照市場情況及上級指示，確定每期政府公報出版量，在有需要時決定出版副刊或特刊。

## 歷史
1891年11月27日，財政部監察委員Artur Tamagnini de Abreu da Mota Barbosa（巴波沙總督之父親），建議總督衙門創辦官印局。
1900年11月16日，官印局成立；同年12月28日，核准首份官印局規章；為培訓技術人員，設立官印局技術及職業學校；核准排版及訂裝學校規章。
1901年1月1日，官印局開始運作；
1901年6月，官印局技術及職業學校開始運作。
1920年12月，因缺乏學生報讀以及兩名教師已轉入官印局的編制人員組內，官印局技術及職業學校停止運作。
1985年5月18日，官印局易名為澳門政府印刷署；
1999年12月20日，澳門政府印刷署易名為印務局。現時，印務局大樓所在之街道則於大樓落成啟用當日被命名為官印局街。
2019年5月9日，遷至澳門氹仔北安O1地段多功能政府大樓辦公。
2022年1月1日，根據第20/2021號法律《修改第3/1999號法律〈法規的公佈與格式〉》，所有由2022年1月1日刊登的《澳門特別行政區公報》以電子方式出版，並上載至印務局網站。當印務局系統出現特殊情況，尤其是因網絡安全事故而不能正常運作，以致無法以電子方式出版《公報》，則須以印刷方式出版。在印務局系統恢復正常運作後，須將以印刷方式出版的《公報》的電子檔案上載於印務局網站，並明確指出該《公報》以印刷方式出版。”

## 位置變遷
| 年份                   | 位置                                            |
| ---------------------- | ----------------------------------------------- |
| 第一代 - 1901年        | 山水園巷3號Dr. Leo居所地下                      |
| 第二代 - 1901年        | 紅窗門街舊鴉片廠內                              |
| 第三代 - 1910年8月15日 | 卑第巷慈幼會一樓                                |
| 第四代 - 1910年        | 醫院街一棟現今已拆毀而挨近S. Rafael醫院的大廈內 |
| 第五代 - 1927年        | 原工務局位於賈梅士花園的大樓內                  |
| 第六代 - 1954年1月18日 | 官印局街                                        |
| 現今 - 2019年5月9日    | 北安O1地段多功能政府大樓印務局                  |

## 職責
- 印務局的職責如下：
  - 出版《澳門特別行政區公報》（下稱“《公報》”）；
  - 構建及管理澳門特別行政區的法律查詢系統；
  - 印刷印務局具專屬印刷權的印刷品，以及公共部門及實體委託的其他印刷品，並在獲委託時銷售有關印刷品；
  - 履行依法獲賦予的其他職責。
- 印務局具專屬印刷權的印刷品包括：
  - 澳門特別行政區法例的政府彙編及單行本；
  - 澳門特別行政區施政報告；
  - 澳門特別行政區財政預算；
  - 澳門特別行政區總帳目及預算執行情況報告；
  - 公共政策諮詢文件；
  - 藉《公報》公佈式樣的政府表格、證書、准照及其他印刷品；
  - 使用澳門特別行政區區徽的政府印刷品；
  - 使用澳門特別行政區區徽的政府印刷品；

## 歷屆領導人
| 屆數 | 姓名                                                   | 任期                    |
| ---- | ------------------------------------------------------ | ----------------------- |
| 14   | 梁葆瑩                                                 | 2021/06/30 -            |
| 13   | 陳日鴻                                                 | 2019/06/30- 2021/06/29  |
| 12   | 杜志文                                                 | 2011/03/31 - 2019/03/30 |
| 11   | 李偉農                                                 | 2009/01/02 - 2009/12/19 |
| 10   | 馬丁士（Lic. António Ernesto Silveiro Gomes Martins ） | 1999/02/24 - 2008/07/02 |
| 9    | 李炳麟（Lic. Eduardo Alberto Correia Ribeiro ）        | 1993/10/01 - 1998/12/31 |
| 8    | António de Vasconcelos Mendes Liz                      | 1982/08/26 - 1993/07/19 |
| 7    | Alexandre Silva                                        | 1973年 - 1982年         |
| 6    | Jaime Robarts                                          | 1947年 - 1973年         |
| 5    | Alexandre Noronha                                      | 1926年 - 1947年         |
| 4    | Rodrigo Marim Chaves                                   | 1920年 - 1926年         |
| 3    | João Pereira                                           | 1902年 - 1919年         |
| 2    | Constâncio José da Silva                               | 1901年                  |
| 1    | José Maria Lopes                                       | 1901年                  |

## 組織架構
|  |  | 行政管理委員會 | 行政管理委員會 | 行政管理委員會 | 行政管理委員會 | 行政管理委員會 | 行政管理委員會 |  |  | 局長 副局長 | 局長 副局長 | 局長 副局長 | 局長 副局長 | 局長 副局長 | 局長 副局長 |  |  |              |        |        |        |        |        |  |  |  |  |  |  |  |  |  |  |
|  |  | 行政管理委員會 | 行政管理委員會 | 行政管理委員會 | 行政管理委員會 | 行政管理委員會 | 行政管理委員會 |  |  | 局長 副局長 | 局長 副局長 | 局長 副局長 | 局長 副局長 | 局長 副局長 | 局長 副局長 |  |  |              |        |        |        |        |        |  |  |  |  |  |  |  |  |  |  |
|  |  |                |                |                |                |                |                |  |  |             |             |             |             |             |             |  |  |              |        |        |        |        |        |  |  |  |  |  |  |  |  |  |  |
|  |  |                |                |                |                |                |                |  |  |             |             |             |             |             |             |  |  |              |        |        |        |        |        |  |  |  |  |  |  |  |  |  |  |
|  |  |                |                |                |                |                |                |  |  |             |             |             |             |             |             |  |  |              |        |        |        |        |        |  |  |  |  |  |  |  |  |  |  |
|  |  |                |                |                |                |                |                |  |  |             |             |             |             |             |             |  |  | 統籌及規劃廳 |        |        |        |        |        |  |  |  |  |  |  |  |  |  |  |
|  |  |                |                |                |                |                |                |  |  |             |             |             |             |             |             |  |  |              |        |        |        |        |        |  |  |  |  |  |  |  |  |  |  |
|  |  | 行政及財政處   | 行政及財政處   | 行政及財政處   | 行政及財政處   | 行政及財政處   | 行政及財政處   |  |  | 公報出版處  | 公報出版處  | 公報出版處  | 公報出版處  | 公報出版處  | 公報出版處  |  |  | 印刷處       | 印刷處 | 印刷處 | 印刷處 | 印刷處 | 印刷處 |  |  |  |  |  |  |  |  |  |  |

## 組織法例
- 第20/2021號法律（2021年12月28日《澳門特別行政區公報》）修改第3/1999號法律核准的《法規的公佈與格式》。
- 第13/2023號行政法規（2023年4月24日《澳門特別行政區公報》）印務局的組織及運作。

## 事件
2020年11月11日，印務局《澳門特別行政區公報》第46期第二組網頁版刊登政府總部輔助部門開考面試通告時內容出錯，錯誤將「行政長官辦公室主任 許麗芳」刊登為「鳳城康記辦公室主任 許麗芳」，翌日印務局即時更正，並以新聞稿致歉，表示認真檢討相關工作，防止再發生同類錯誤，且不排除對有關人員追究倘有的法律責任。